# Ugo Betti
Ugo Betti (Camerino, Marques 1892 - Roma, 1953). Dramaturg italià.

## Obra dramàtica
- La padrona (1927)
- La donna sullo scudo (1927)
- La casa sull'acqua (1929)
- Una bella giornata de settembre (1937)
- Corruzione al palazzo di giustizia (1949)

## Traduccions al català
- Corrupció al Palau de Justícia. Traducció de Bonaventura Vallespinosa. 1987